# Scrapter calx
Scrapter calx är en biart som beskrevs av Constance Margaret Eardley 1996. Scrapter calx ingår i släktet Scrapter och familjen korttungebin. Inga underarter finns listade i Catalogue of Life.

## Bildgalleri

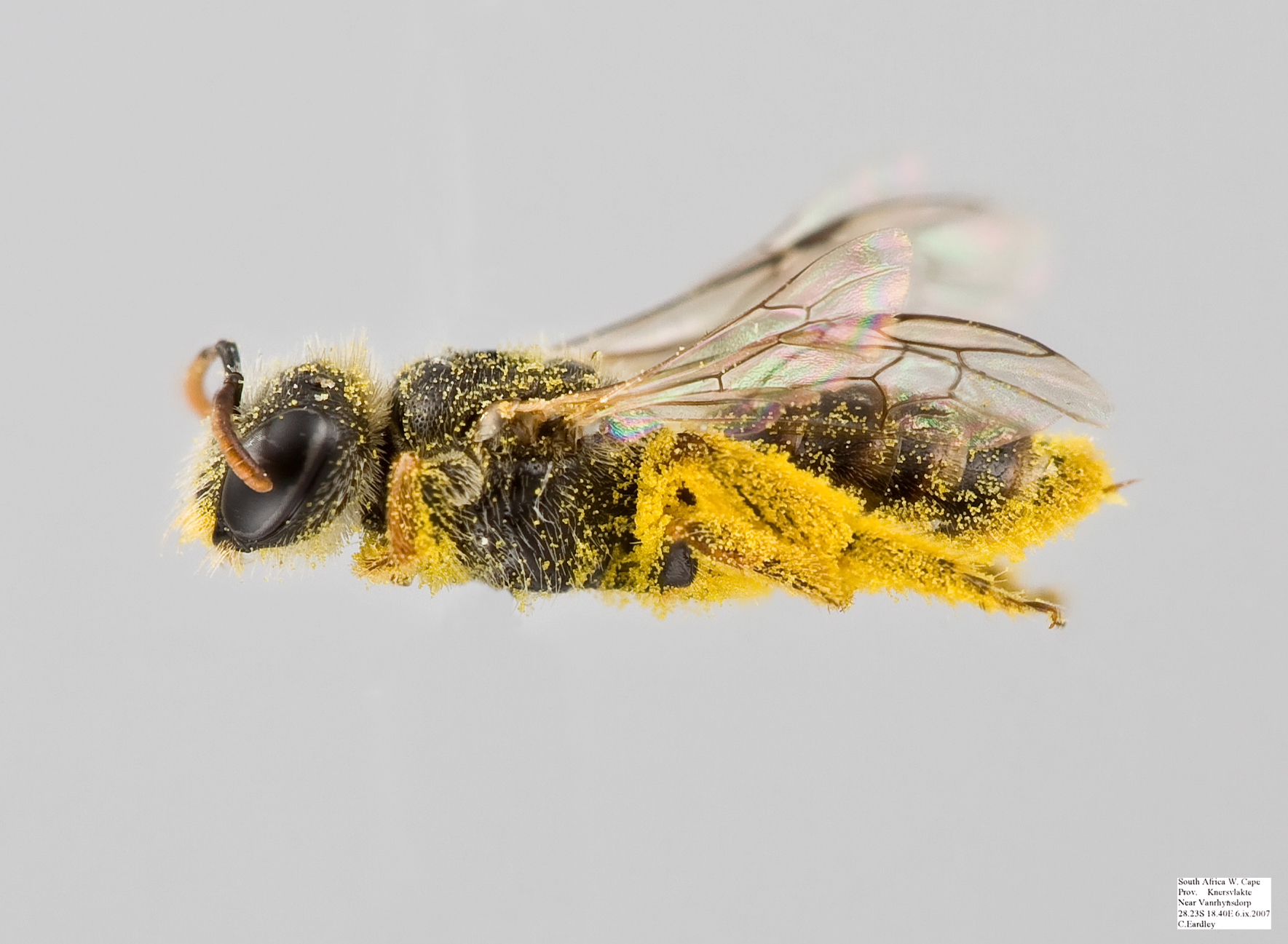